# برنامه آشنایی
یک برنامه آشنایی (Induction programme) فرایند مورد استفاده در بسیاری از کسب و کار جدید برای خوشامد گویی به  کارکنان جدید به شرکت و آماده سازی آنها برای نقش جدید خود است.
- ACAS article "Recruitment, selection and induction
- Alvenfors, Adam (2010) Introduction - Integration? On the introduction programs’ importance for the integration of new employees.
- Browning, Guy (15 July 2004) New kid on the block People Management Magazine